# Altica bicarinata
Altica bicarinata (лат.) — вид листоедов (Chrysomelidae) из подсемейства козявок (Galerucinae).

## Биология
Питаются растениями рода Rubus. Личинками жука питаются клопы-щитники Zicrona coerulea.

## Распространение
Встречается в Греции, Израиле, Ливане, Сирии, Ираке, на Кипре, на севере Египта и в Саудовской Аравии.